# Hedgehog Maries
Hedgehog Maries（ヘッジホッグ マリーズ）は日本の5人組ロックバンド。略称は「ヘッジホッグ」。東京都を中心に活動。

## 概要
同じ学校（ESPエンタテインメント東京）のメンバーが出会い結成。2017年4月より活動を開始する。
小原大河が1年生の時に、バンドを組む計画を立てておりアンサンブルの授業で顔見知りだった利成、Ryoyo、Rikuに声をかける。
キーボードの六華はSNSでメンバーを募集した際にたまたま同じ学校だった。
主な活動範囲は東京都で、ハリネズミがバンドを象徴するキャラクターとなっている。（理由に関しては後述）

## メンバー
小原大河（おばらたいが）
　　4月26日生まれ。血液型：A型。出身は東京都。ボーカル、ギターを担当する。
　　好きなアーティストは、go!go!vanillas、NICO Touches the Walls、Mrs. GREEN APPLE。
利成（としなり）
　　11月21日生まれ。血液型：A型。出身は宮崎県。ギターを担当する。
　　好きなアーティストは、Cream、Led Zeppelin、OKAMOTO'S。
Ryoyo（りょうよう）
　　10月11日生まれ。血液型：A型。出身は神奈川県。ベースを担当する。
　　好きなアーティストは、Hi-STANDARD、Converge。
六華（りっか）
　　11月18日生まれ。血液型：B型。出身は長野県。キーボードを担当する。
　　好きなアーティストは、澤野弘之、たなかあずさ。
Riku（りく）
　　3月16日生まれ。血液型：O型。出身は福島県。ドラムを担当する。
　　好きなアーティストは、Age Factory、Rage Against the Machine。

## 略歴
2017年
- バンドを結成。

2018年
- 初の全国流通盤「スカーレット」をリリース。
- 自身初となるレコ発ライブを開催。

## ディスコグラフィー
シングル
|     | 発売日         | タイトル     | 収録曲                                            | 規格品番 | 備考 |
| --- | -------------- | ------------ | ------------------------------------------------- | -------- | ---- |
| 1st | 2017年12月11日 | Light        | 01.スカーレット 02.ミッドナイトエスケープ 03.drop |          |      |
| 2nd | 2018年12月5日  | スカーレット | 01.スカーレット 02.Stranger                       |          |      |

## バンドとハリネズミの関係性
ボーカルの小原は「ハリネズミはかわいらしさと針で攻撃する部分を兼ね備えているので、僕らのポップとロックを融合した音楽性に重ねて、バンドの二面性を表しました。“Marie”は好きなバンドが女の人の名前をバンド名に入れているので、僕も入れたいと思って直感で付けたんです。最後の“s”も好きなバンドから取りました。」とOK Musicのインタビューで明かしている。